# Ligne 18 du tramway de Bruxelles (1968-)
Pour les articles homonymes, voir Ligne 18.
Ne doit pas être confondu avec Ligne 18 du tramway de Bruxelles (1911-1963).
La ligne 18 est une ligne de tramway du tramway de Bruxelles qui a fonctionné entre le 19 mars 1968 et le 2 juillet 2007, puis a été recréée le 28 août 2023 par scission de la ligne 51.

## Histoire
La ligne est mise en service le 19 mars 1968 à l'occasion de la cinquième phase de restructuration du réseau de tramway bruxellois. Elle relie le Centenaire à Laeken au Fort Jaco à Uccle en remplacement de tout ou partie des lignes suivantes, :
- la ligne 16 entre le Centenaire et la porte de Namur à Bruxelles ;
- la ligne 6* entre la place Louise à Bruxelles et le Fort Jaco ;
- la ligne 8* entre la place Louise et la place Vanderkindere à Uccle ;
- la ligne 10* entre le carrefour du boulevard du Jubilé avec le boulevard Léopold II et le Fort Jaco ;
- la ligne 11* entre la place du Trône à Bruxelles et le square Marlow à Uccle.

* remplacement sur tout ou partie de ces sections partagé avec la nouvelle ligne 92.
Elle est renforcée par des services partiels 18/ Bruxelles Place de l'Yser - Uccle-Centre.

### Heysel - Belgica - Rogier - Porte de Namur - Janson - Fort Jaco

Plan à partir du 19 mars 1968.

Modifiée le 19 mars 1968 à l'occasion d'une grande restructuration des lignes de transports en commun de la STIB, la ligne 18 du tramway de Bruxelles a ensuite relié, à partir de cette date, le plateau du Centenaire (Heysel) au quartier du Fort Jaco à Uccle, par la petite Ceinture entre Ribaucourt et Louise, d'abord en surface, ensuite en empruntant le tunnel du premetro 2 (Rogier - Porte de Namur des métros 2 et 6 actuels) qu'elle partageait avec les lignes 19 , 32 , 101 , 102 et 103. À partir de "Louise", elle suivait la ligne du tram 92 jusqu'à Uccle. Entre le Heysel et la place Rogier, elle remplace la ligne 16.[réf. nécessaire]

### Heysel - Belgica - Porte de Flandre - Midi - Barrière - Saint-Denis

Plan après 1988.

Par la suite, à l'inauguration du métro lourd sur cette même ligne 2 en 1988 , une refonte importante des lignes de la STIB a eu comme conséquence, entre autres, une modification totale de la ligne 18 .[réf. nécessaire]
Celle-ci venant du Heysel fut tout d'abord déviée à partir de la place de l'Yser vers la gare du Midi et Forest (place Saint-Denis) par la route du canal via l'ancienne ligne du tramway 101. Le tram 18 effectuait alors des missions entre la place Saint-Denis (ancien terminus du tram 19 dont il reprit l'itinéraire jusqu'à la Barrière de Saint-Gilles) et l'église Saint-Lambert de Laeken proche de l'Atomium.[réf. nécessaire]
Plus tard, il fut dévié dans sa partie nord à partir de l'arrêt "Guillaume De Greef" afin de rejoindre son terminus définitif de "Houba de Strooper", lorsque le tram 81, modifié depuis la place Bockstael, reprit le tronçon entre le "cimetière de Jette" et le "Heysel".[réf. nécessaire]

### Houba de Strooper - Dieweg
En 1993, la ligne fut reprolongée, par l'itinéraire de l'ancienne ligne 58 des tramways de Bruxelles , jusqu'à l'arrêt ucclois du "Dieweg", avec un terminus en "chapeau de curé" à deux aires de stationnement le long du parc du Wolvendael pour les PCC 7000/7100 unidirectionnels, ce qui n'était pas sans créer des soucis de circulation sur cet axe fréquenté. Le tramway 92 quant à lui, avait déjà repris la ligne du Fort Jaco (anciennement Danco). Au lieu de remonter l'avenue Brugmann vers la place Vanderkindere comme avant 1988, le 18 prenait alors un virage très serré à gauche sur le square Marlow en direction de la place Danco, du globe et de la rue de Stalle.[réf. nécessaire]
Empruntée par des trams PCC 7000 de petite taille et des PCC 7900 surtout le week-end , la ligne 18 desservait les quartiers de Forest  (place Saint - Denis), Saint-Gilles (Barrière), la gare du Midi, longeait le canal de Bruxelles-Charleroi à partir de la porte de Ninove jusqu'à Yser où il le franchissait, traversait Jette, desservait l'hôpital Brugmann avant d'atteindre son terminus nord situé Avenue Houba de Strooper (près de la station de métro Roi Baudouin à Laeken et terminus actuel "Stade" des tramways 51 et 93).[réf. nécessaire]
Le tronçon entre la gare du Midi et Houba de Strooper repris par la ligne 81 durant un an est à présent assuré par la ligne 51 et celui entre Dieweg et Barrière par la 97.

Plan après 1993.

Après de nombreuses années de bons et loyaux services, la ligne 18 a tiré sa révérence le 2 juillet 2007[réf. nécessaire].

### Renaissance 16 ans plus tard

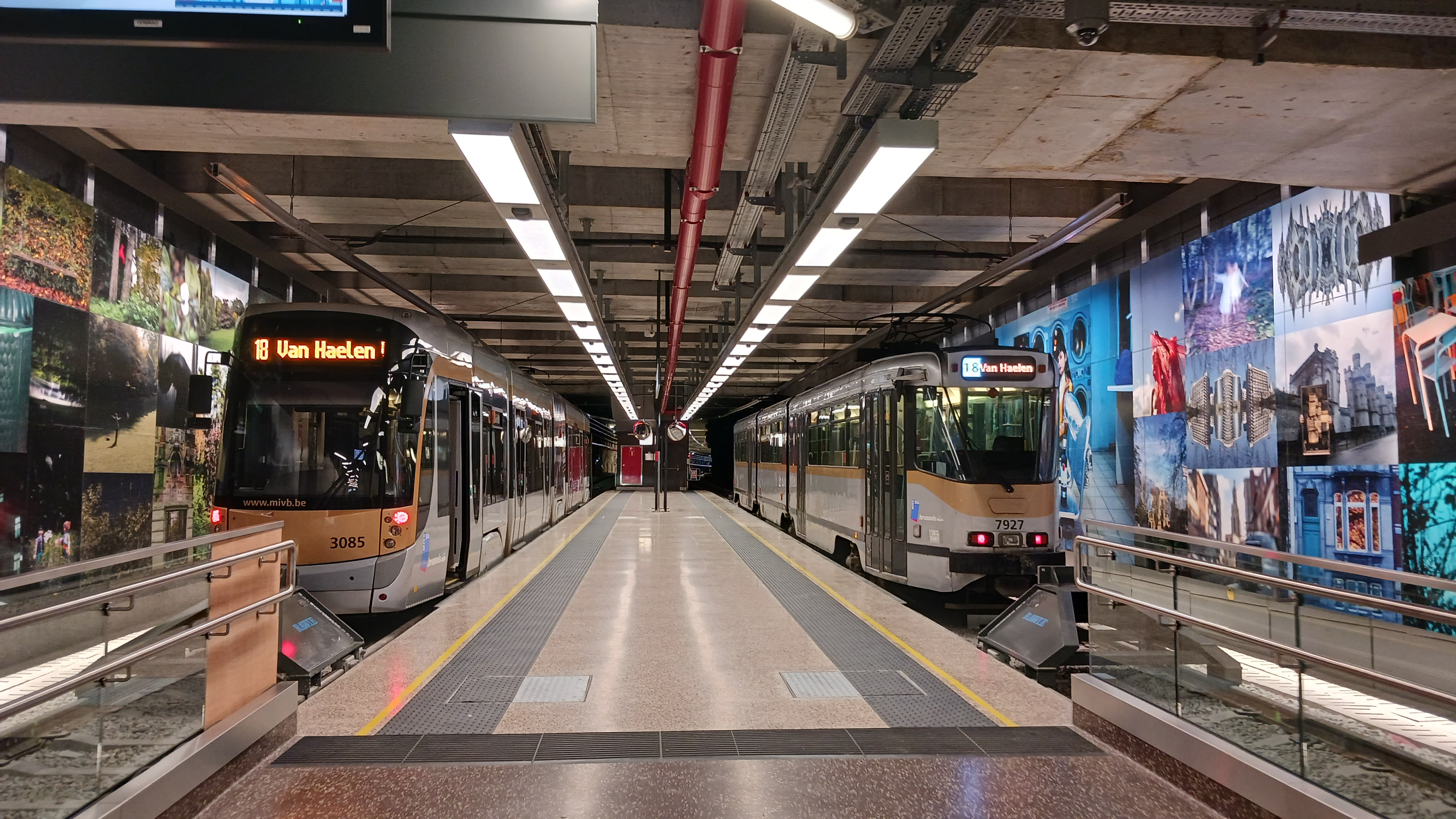
Le nouveau terminus à la station Albert

En 2023, la STIB annonce le retour du tram 18 à Uccle, seize ans plus tard.
En effet, depuis le début de la première phase des travaux d'aménagements du terminus du futur métro 3 à la station de prémétro Albert, la ligne de tram 51 est scindée en deux parties : de Stade à la Gare du Midi au nord et d'Altitude Cent à Van Haelen.
À partir du 28 août 2023, lors de l'inauguration du nouveau terminus à la station Albert, la partie sud de la ligne 51 reçoit son nouveau numéro, le 18.
Elle permet de relier la station Albert, où la correspondance avec les trams 4 et 10 sera encore assurée jusqu’à l'arrivée du métro, et le sud d'Uccle à Van Haelen, en passant par le centre (la chaussée d'Alsemberg, la rue Xavier de bue, le Globe ! et enfin la gare d'Uccle-Calevoet).
Comme on le voit sur la photo ci-contre, cette ligne est exploitée à la fois au moyen de trams PCC type 7900 et de trams à plancher bas type 3000.

### Anecdotes
Le tram 18 en direction du Dieweg était obligé d'effectuer le tour complet du rond-point de la Barrière de Saint-Gilles, car l'angle des voiries entre la rue Théodore Verhaegen et l'avenue du Parc était trop aigu pour la courbure maximale de la voie du tram. Ce problème ne se pose plus pour le tram 97 qui descend lui de la place Maurice van Meenen.
Au terminus du Dieweg, vu la disposition des voies et la circulation importante dans ce carrefour, tous les feux de signalisation passaient directement au rouge lorsque le tram 18 s'engageait dans celui-ci, et le restaient un certain temps afin de lui permettre d'effectuer sa manœuvre de rebroussement jusque sur l'une de ses deux voies de garage. Depuis, le terminus a été modifié, car les trams sont à présent tous bi-directionnels sur la ligne 97.
À la station Lemonnier, le tram 18 perdait parfois beaucoup de temps en direction de Houba de Strooper à cause de la présence devant lui sur la même voie d'un tram 90 devant faire sa manœuvre de rebroussement vers la voie opposée pour pouvoir repartir vers Rogier. Ce même problème se posait d'ailleurs également au Dieweg pour le tram 92 à cause du tram 18.

## Exploitation

### Liste des stations
|  |   |  | Stations        | Lat/Long                    | Type     | Communes             | Correspondances               |
|  | - |  | --------------- | --------------------------- | -------- | -------------------- | ----------------------------- |
|  | o |  | Albert          | 50° 49′ 15″ N, 4° 20′ 28″ E | Prémétro | Foret / Saint-Gilles | -                             |
|  | o |  | Jupiter         | 50° 49′ 10″ N, 4° 20′ 13″ E |          | Forest               | (B) · (54)                    |
|  | o |  | Altitude Cent   | 50° 49′ 00″ N, 4° 20′ 12″ E |          | Forest               | (B) · (48)                    |
|  | o |  | Coghen          | 50° 48′ 47″ N, 4° 20′ 19″ E |          | Uccle                | (B) · (37) · (N11)            |
|  | o |  | Roosendael      | 50° 48′ 37″ N, 4° 20′ 15″ E |          | Uccle                | (B) · (N11)                   |
|  | o |  | Bens            | 50° 48′ 26″ N, 4° 20′ 13″ E |          | Uccle                | (B) · (N11)                   |
|  | o |  | Xavier de Bue   | 50° 48′ 13″ N, 4° 20′ 12″ E |          | Uccle                | (B) · (N11)                   |
|  | o |  | Globe           | 50° 48′ 01″ N, 4° 20′ 12″ E |          | Uccle                | -                             |
|  | o |  | Rittweger       | 50° 47′ 52″ N, 4° 20′ 10″ E |          | Uccle                | (B) · (43) · (N11)            |
|  | o |  | Jeanne Herreman | 50° 47′ 39″ N, 4° 20′ 03″ E |          | Uccle                | (B) · (43) · (N11)            |
|  | o |  | Uccle Calevoet  | 50° 47′ 29″ N, 4° 19′ 58″ E |          | Uccle                | - SNCB - 40 - 153 - 154 - 155 |
|  | o |  | Engeland        | 50° 47′ 20″ N, 4° 20′ 02″ E |          | Uccle                | - 40                          |
|  | o |  | Bourdon         | 50° 47′ 13″ N, 4° 19′ 47″ E |          | Uccle                | - 40 - 155                    |
|  | o |  | Crématorium     | 50° 47′ 04″ N, 4° 19′ 41″ E |          | Uccle                | 40                            |
|  | o |  | Van Haelen      | 50° 46′ 51″ N, 4° 19′ 33″ E |          | Uccle                | 40 - 153 - 154                |

## Matériel roulant
Avant 2008 :
- Automotrices type 7000/7100 ;
- Automotrices type 7700/7800 ;
- Automotrices type 7900.

Depuis 2023 :
- T3000
- PCC 7900

## Images

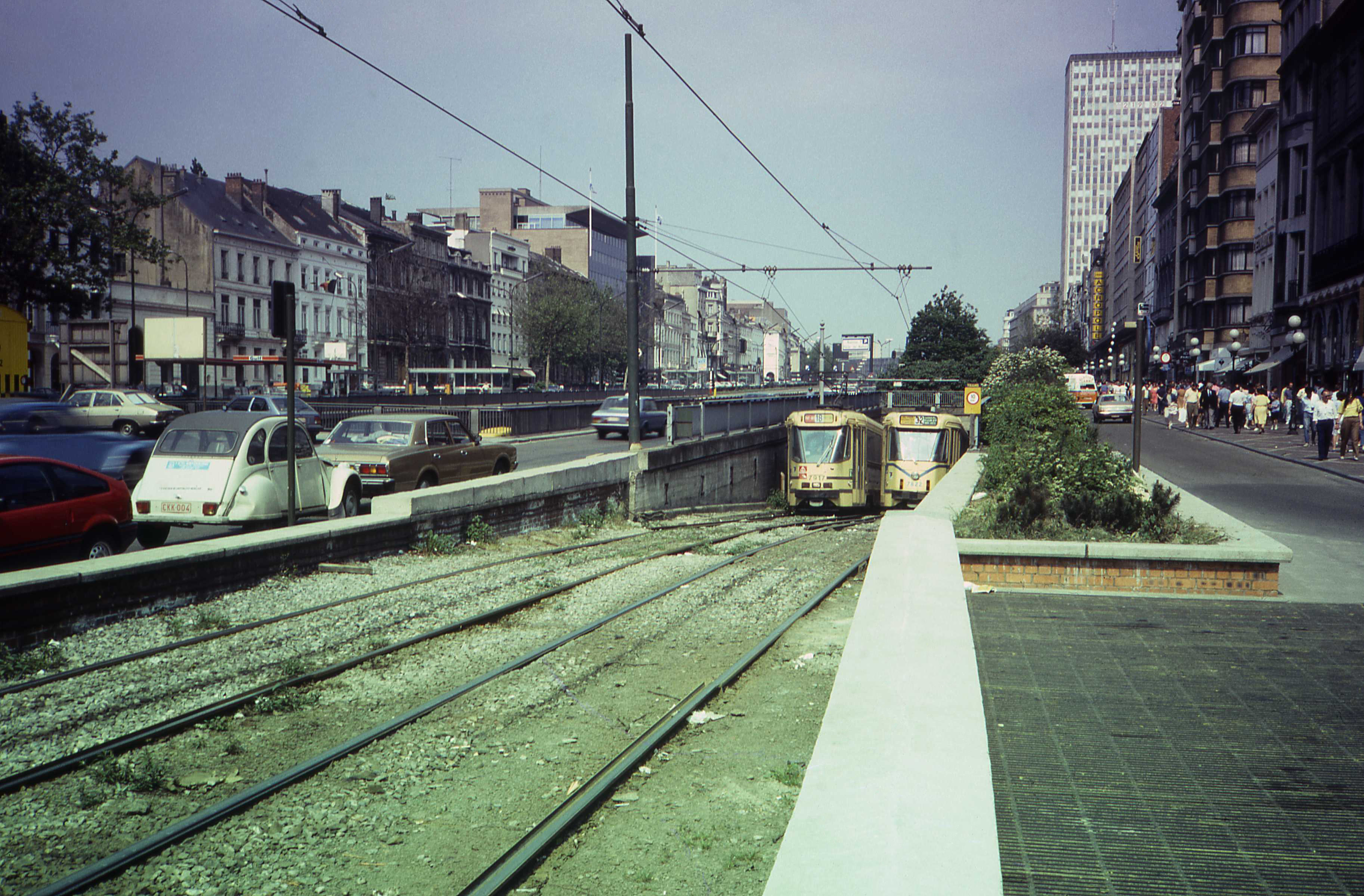
Un tram 18 en direction de  Fort Jaco sort du prémétro sur l'avenue de la Toison d'or et arrive à la place Louise. Il croise un tram 32 barré en direction de Jette avec en arrière-plan la porte de Namur (1985)
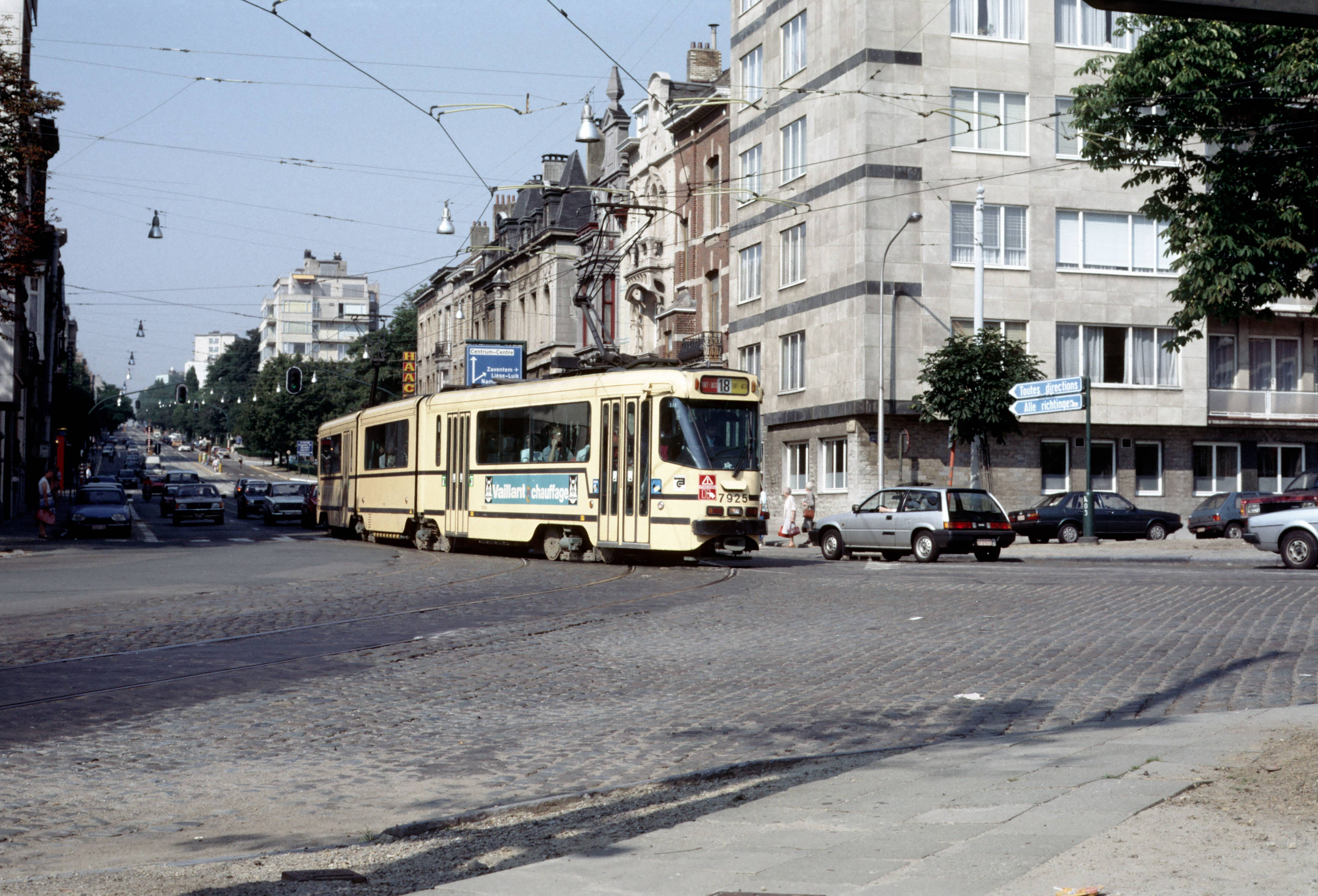
Un tram 18 en direction de "Fort Jaco" arrive à l'arrêt "Marlow" à Uccle en août 1985
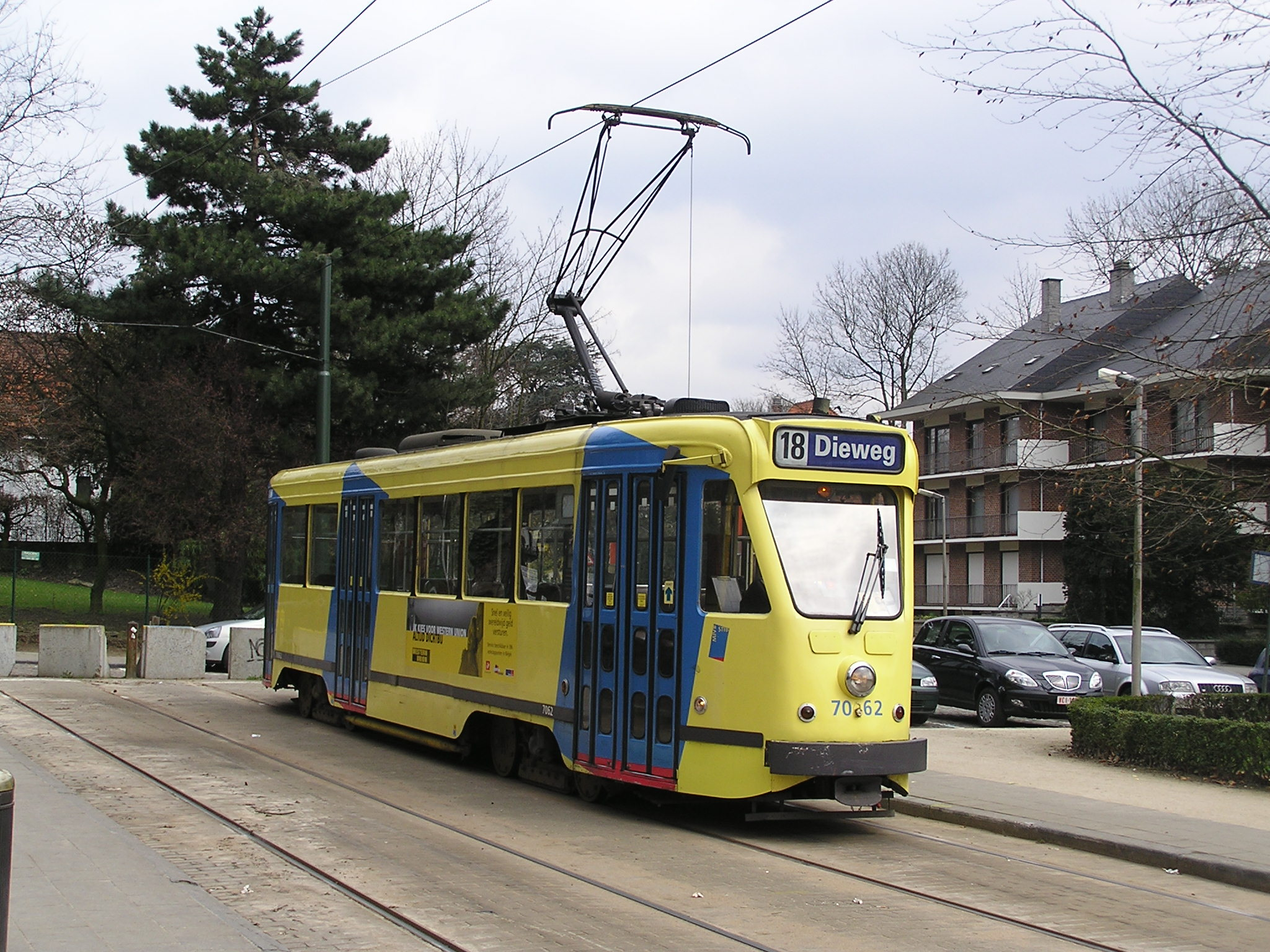
PCC 7062 au terminus du "Dieweg" à Uccle le 7 avril 2006
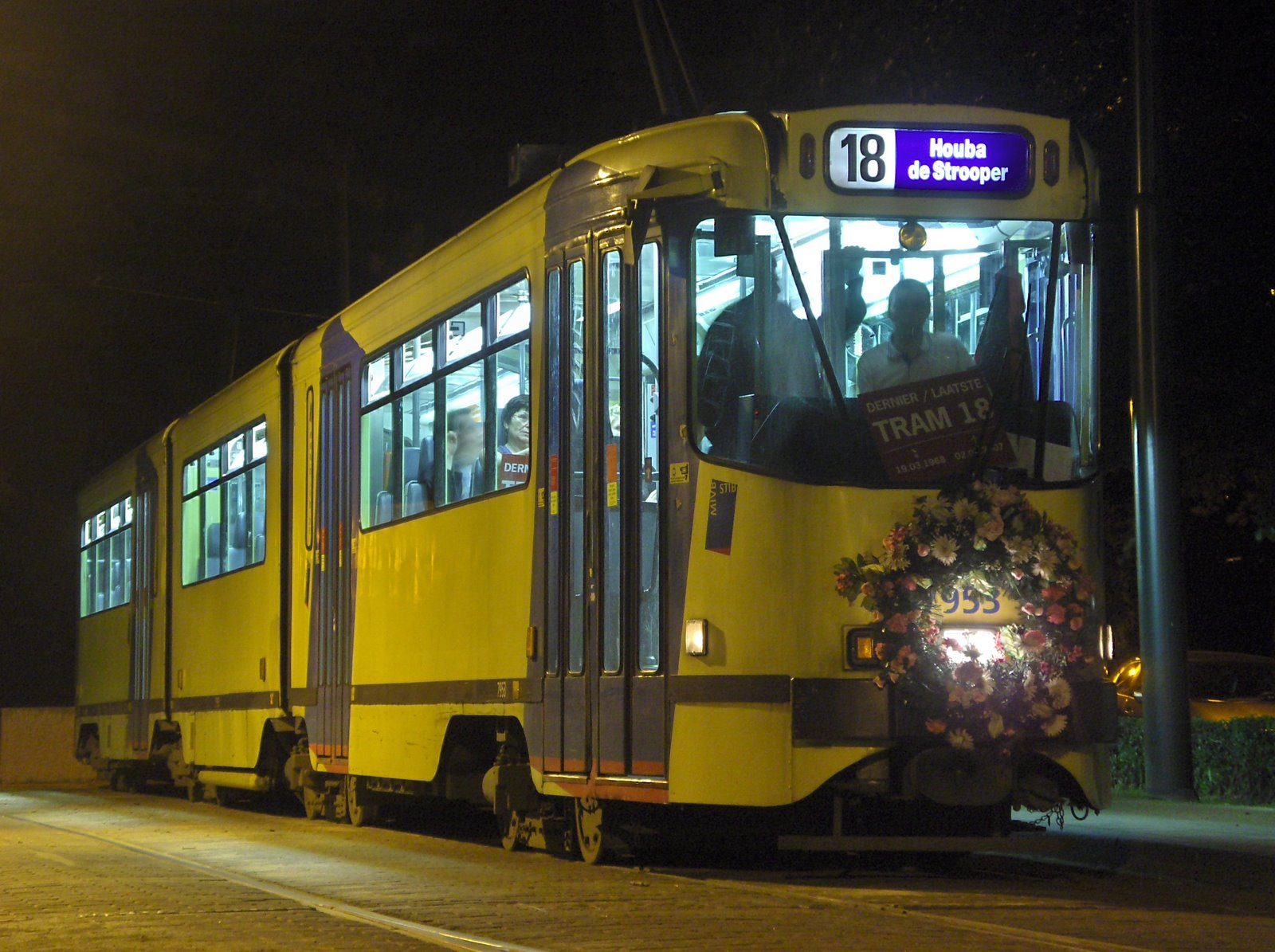
Dernier tram 18 à destination de "Houba de Strooper" le 2 juillet 2007 peu après minuit

### Articles et photos
- Jean Van Der Kelen, « STIB 7941 - ligne 18 vers Heysel. Forest, place Saint-Denis », 9 septembre 1991
- Jean Van Der Kelen, « STIB 7917 - ligne 18 vers Saint-Denis. Laeken, place Saint-Lambert », 12 août 1990
- Jean Van Der Kelen, « STIB 7159 - ligne 18. Forest, place Saint-Denis - 15 novembre 1991 », 15 novembre 1995
- Jean Van Der Kelen, « STIB 7159 - ligne 18. Forest, place Saint-Denis - 15 novembre 1991 », 15 novembre 1995
- Philippe Smets, « STIB 7163-T18-16-04-1993-2661 », 16 avril 1993
- « La STIB va prolonger la ligne 18 jusqu'au cœur d'Uccle. Un "chapeau de curé" posé sur le Dieweg », Le Soir Plus, 16 juillet 1992
- « Le tram 18 est arrivé au Dieweg en l'absence du bourgmestre d'Uccle », Le Soir Plus, 29 juin 1993
- « Le tram 18 fait son retour dans le sud de Bruxelles après quinze ans d’absence », 26 juillet 2023